# Schloss Primkenau

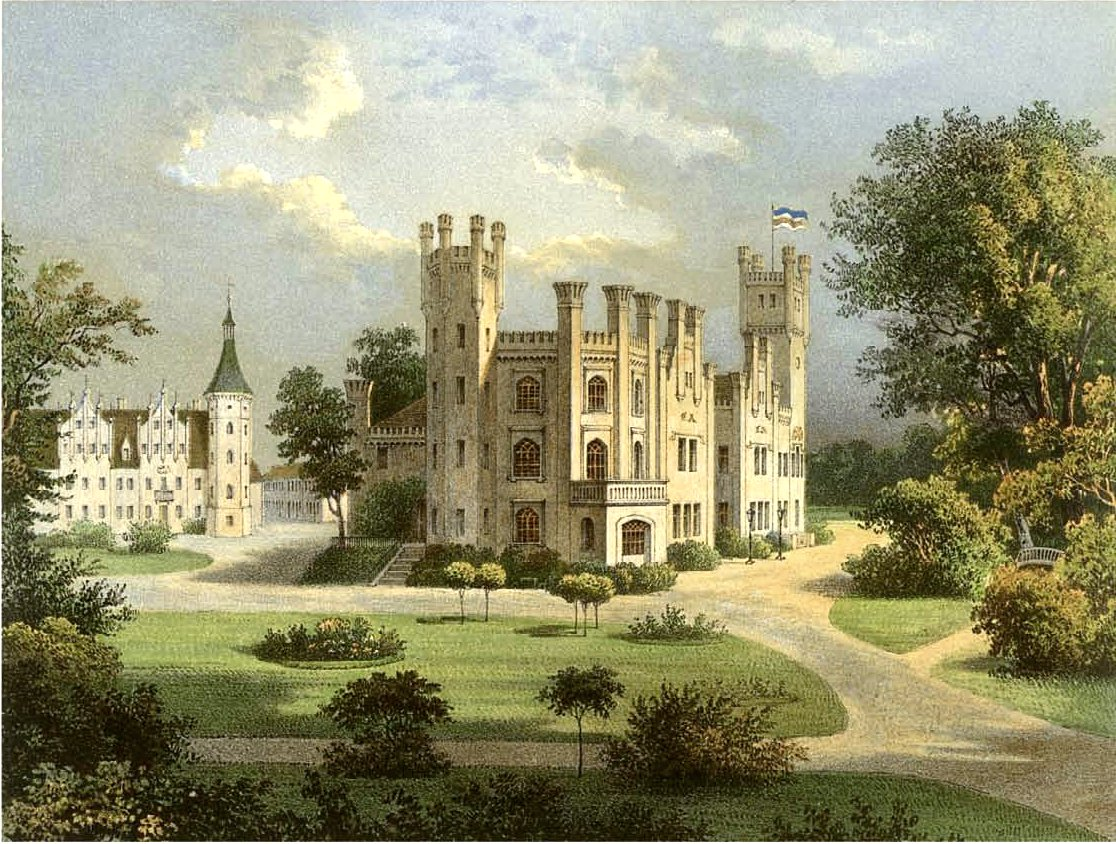
Schloss Primkenau um 1860, Sammlung Alexander Duncker

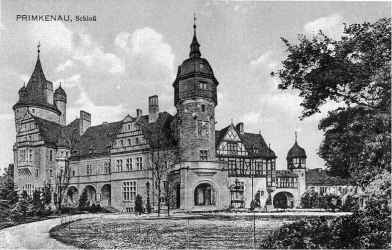
Schloss Primkenau, Ansicht des 1894 bis 1897 gebauten Herrenhauses von Primkenau

Schloss Primkenau (auch „Schloss Luisenhof“) war ein Schloss im heute polnischen Przemków (dt. Primkenau), Powiat Polkowicki (Kreis Polkwitz), Woiwodschaft Niederschlesien.

## Geschichte
Ab 1391 war der Ort in Besitz der von Rechenberg, die vermutlich eine renaissancezeitliche Residenz errichten ließen. Ab 1752 war Heinrich IX. Graf von Reuß Besitzer, der westlich der vorherigen Residenz, die nunmehr „Altes Palais“ oder „Prinzenpalais“ genannt wurde, ein dreiflügeliges Barockschloss errichten ließ.
Nach mehreren Besitzerwechseln war ab 1853 Christian August von Schleswig-Holstein-Sonderburg-Augustenburg Eigentümer. Schloss und Altes Palais wurden neogotisch umgeformt. Dessen Enkel Ernst Günther und Enkelin Auguste Viktoria erbten 1884 das Schloss. Ernst Günther nutzte das Schloss als Wohnsitz und ließ das Neue Schloss abreißen, um von 1895 bis 1897 einen Neubau im Stil der deutschen Frührenaissance erbauen zu lassen. Die Innenausstattung stammte teils aus dem Familiensitz Augustenburg in Dänemark.
Nach Ernst Günthers Tod 1921 ging das Schloss mit dem Tod von Herzog Albert an Kronprinz Wilhelm auf Schloss Oels.
In Kämpfen zwischen deutschen Truppen und der Roten Armee brannten Schloss und Prinzenpalais am 10. Februar 1945 aus. Die Ruinen wurden zwischen 1950 und 1970 vollständig abgetragen. Erhalten sind heute als Wohnhäuser genutzte Wirtschaftsbauten von etwa 1850.

## Bauwerk und Umgebung
Durch seine vor- und zurückspringenden Teile,  Renaissance- und Fachwerkfassaden, Türme, Erker und Galerien wirkte das Schloss wie ein historisch gewachsener Bau. Auf der Gartenseite wies das Schloss einen Rundturm mit Kegelhaube, Volutengiebel und ein weit heruntergezogenes Walmdach auf.
Christian August hatte einen Landschaftspark anlegen lassen. Nach 1890 wurde der Park umgestaltet und um zwei miteinander verbundenen Teiche angelegt. Im Waldgebiet westlich des Parks wurden Spazierwege zum Fuchsberg, an dessen Fuß sich eine Kapelle mit Friedhof befand, und unweit davon ein Schweizerhaus. Nordwestlich des Schlosses wurde auf dem Lerchenberg ein Jägerhof errichtet. Heute ist die Parkanlage ein Stadtpark.